# Blanke Windelschnecke
Die Blanke Windelschnecke (Vertigo genesii) ist eine Schneckenart aus der Familie der Windelschnecken (Vertiginidae) in der Unterordnung der Landlungenschnecken (Stylommatophora).

## Merkmale
Das eiförmige bis walzenförmige Gehäuse ist 1,6 bis 2,0 mm hoch und 1,0 bis 1,2 mm breit. Es besitzt 3,5 bis 5 konvex gewölbte Windungen, die durch eine tiefe Naht voneinander getrennt sind. Die Mündung ist schräg eiförmig mit einem etwas abgeflachten oberen Rand. Sie ist einfach und ohne Zähne, sehr selten kommt ein schwach ausgeprägter Parietalzahn oder ein Kallus vor. Der Mündungsrand ist nur wenig verdickt und kaum umgebogen. Das Gehäuse ist schwach rötlich-braun bis dunkel kastanienbraun gefärbt. Die Oberfläche ist nur fein gestreift und daher sehr glatt und glänzend.

### Ähnliche Arten
Das Gehäuse ähnelt dem der Vierzähnigen Windelschnecke (Vertigo geyeri). Deren Gehäuse ist etwas konischer und die Mündung ist mit bis zu vier Zähnen bewehrt.

## Geographische Verbreitung und Lebensraum
Die Art ist nur in den Gebirgen Mittel- und Nordskandinaviens einigermaßen häufig. Isolierte Vorkommen kennt man aus Südschweden, Finnland, Deutschland, der Schweiz, Norditalien, Nordengland, Schottland und Polen. In der Schweiz findet man sie nur zwischen 1500 und 2100 m über Meereshöhe. In England wurde sie in 300 bis 500 m über Meereshöhe gefunden. Nach neueren Untersuchungen kommt die Art auch in Südsibirien, im Altai, in der nördlichen Mongolei und im Baikalgebiet sowie im Tienschan vor.
Die Tiere leben in offenen, kalkigen Sickerstellen an Berghängen, auf Sumpfwiesen und feuchten steinigen Matten der subalpinen Stufe auf karbonatreichem Gestein sowie in Sümpfen. Hier leben sie zwischen Pflanzenresten und Vegetationsbüscheln.

## Lebensweise
Über die Lebensweise ist wenig bekannt. In England fand man das ganze Jahr hindurch Jungtiere, die im Durchschnitt etwa 55 % der Population ausmachen. Daraus folgt eine hohe Mortalität. Die Häufigkeit der Jungtiere war zwischen August und November am höchsten.

## Taxonomie
Das Taxon wurde 1856 von Vinzenz Maria Gredler unter dem Namen Pupa Genesii erstmals beschrieben. Manche Autoren untergliedern die Gattung Vertigo in zwei Untergattungen: Vertigo (Vertigo) O.F. Müller, 1773 und Vertigo (Vertilla) Moquin-Tandon, 1856. In dieser Untergattungsgliederung wird die Vierzähnige Windelschnecke in die Gattung Vertigo (Vertigo) gestellt.

## Gefährdung
In Deutschland ist die Art verschollen bzw. ausgestorben, der letzte Nachweis stammt von vor 1990.